# Charles Messier
Charles Messier (født 26. juni 1730, død 12. april 1817) var en fransk astronom og kometjæger. Han er vel nok bedst kendt for sin liste over stjernetåger og stjernehobe – det såkaldte Messiers katalog.
Messiers karriere begyndte som assistent for en anden fransk astronom, Joseph-Nicolas Delisle, i 1751. Med forudsigelsen af Halleys komets tilbagekomst i 1758, blev Messier interesseret i kometjagt og var året efter også blandt de første, der observerede den. I alt opdagede Messier mindst 13 kometer og genopdagede eller var uafhængig "medopdager" af yderligere 7 kometer. I 1758 antog Messier fejlagtigt Krabbetågen for værende en komet. For at undgå lignende fejl i fremtiden, og dermed lette arbejdet med at lede efter kometer, påbegyndte han sit berømte katalog. Krabbetågen blev således det første objekt (M1) i Messiers katalog. Charles Messier døde natten mellem d. 11. og 12. april 1817 i sit hjem i Paris.